# Damaschkesiedlung Regensburg
Die Damaschkesiedlung Regensburg wurde im Jahr 1925 errichtet und 1996 durch die Münchner Architekten Fink + Jocher erweitert. Die Wohnsiedlung steht unter Ensembleschutz.

## Lage
Die Anlage befindet sich am südlichen Rand der Stadt Regensburg in der Prinz-Rupprecht-Straße.

## Geschichte
Die Anlage aus dem Jahr 1925 wurde als erster sozialer Wohnungsbau der Oberpfalz in den 20er Jahren errichtet. Diese Anlage zählt zu den wichtigsten Beispielen für die Bewältigung des Wohnungsproblems nach dem Ersten Weltkrieg in Regensburg.
In den Jahren von 1993 bis 1996 haben Dietrich Fink und Thomas Jocher die Anlage behutsam mit zwei Holzbauten nachverdichtet. Es entsteht ein Hof zwischen den neuen Baukörpern, der Parkmöglichkeiten, die Erschließung der Wohnungen und einen gemeinschaftlichen Raum bieten. Die beiden Häuser sind städtebaulich so angelegt, dass diese den bestehenden grünen Innenhof so wenig wie möglich stören. Beide Flachdächer sind begrünt. Die Erweiterung wurde von Münchner Architekt und Architekturfotografen Peter Bonfig fotografiert.
Die unter Schutz stehenden, sanierungsbedürftigen Häuser wurden instand gesetzt, modernisiert und im Dachgeschoßbereich von den Architekten Klaus Nickelkoppe, Franz Jockei, Josef Fleischmann und Doris Strebei ausgebaut.

## Auszeichnungen und Ehrungen
- 1999: Besondere Anerkennung – Deutscher Bauherrenpreis
- Siedlung ist Ensemble von Regensburg